# Joe Garner
Joe Garner (Blackburn, 12 aprile 1988) è un calciatore inglese, attaccante dell'Oldham Athletic.

## Carriera

### Club
Ha giocato nella prima divisione scozzese ed in quella cipriota, oltre che con vari club della seconda divisione inglese.

### Nazionale
Ha giocato nelle nazionali giovanili inglesi Under-16, Under-17 ed Under-19.

## Palmarès

### Individuale
- Capocannoniere della Football League One: 1

2014-2015 (25 reti)
- League One Player of the Year: 1

2015-2016